# أقصوريات

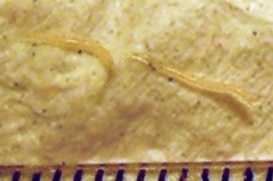
صورة مأخوذة للدودة المعوية البشرية والمعروفة بإسم السرمية الدويدية OXYURE

الأقصوريات (باللاتينية: Oxyurida) هي رتبة من الممسودات وتتكون من أربع فصائل واحدة منها تضم دودة الاٍنسان السرمية الدويدية.